# Eucalyptus globulus
El eucalipto blanco, eucalipto común o eucalipto azul (Eucalyptus globulus) es una especie arbórea de la familia de las mirtáceas, originaria del sureste de Australia y Tasmania.
Existen cuatro subespecies: globulus, maidenii, bicostata y pseudoglobulus. Son consideradas como categorías de especies según algunos autores.

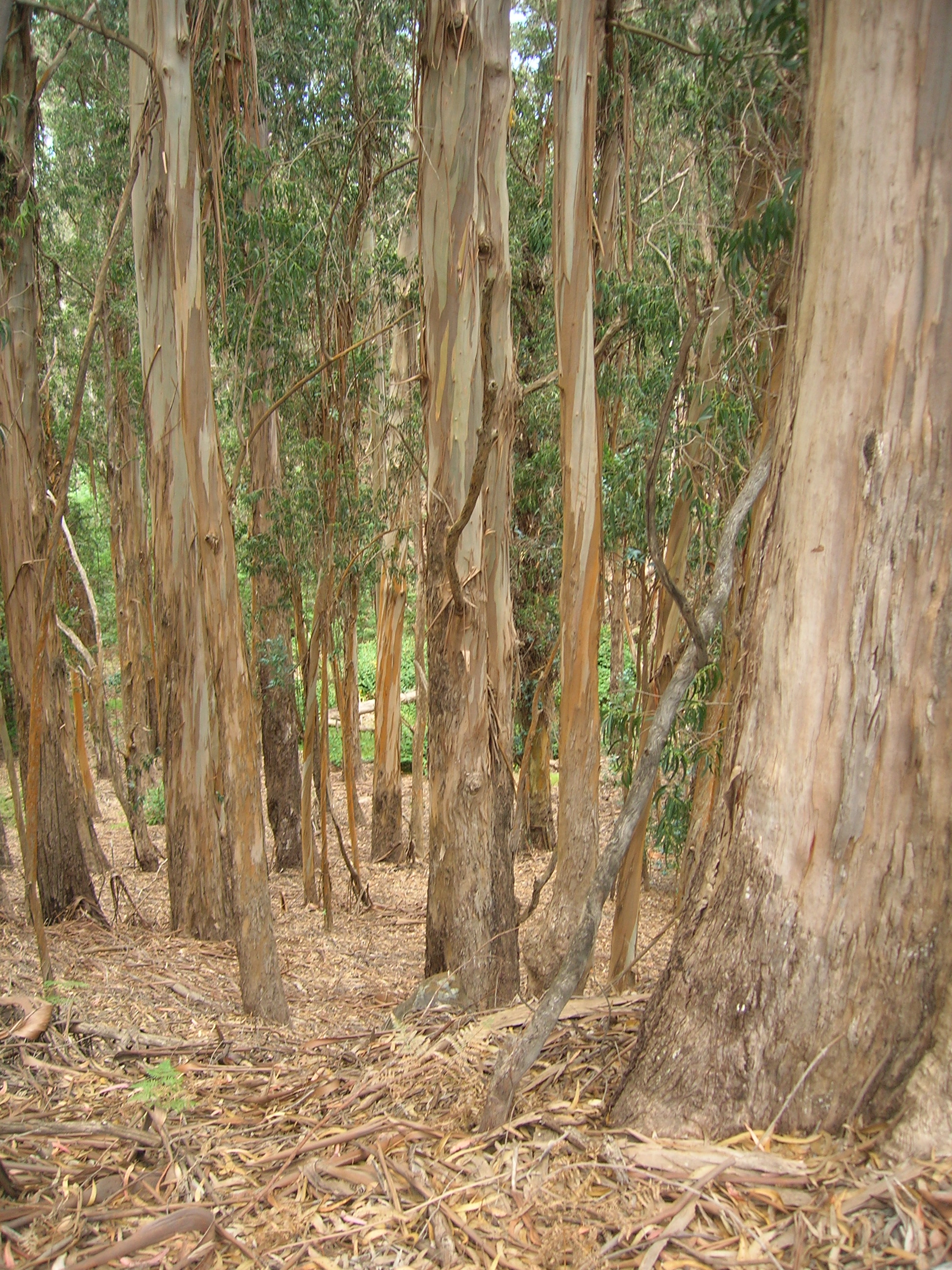
Corteza desprendida

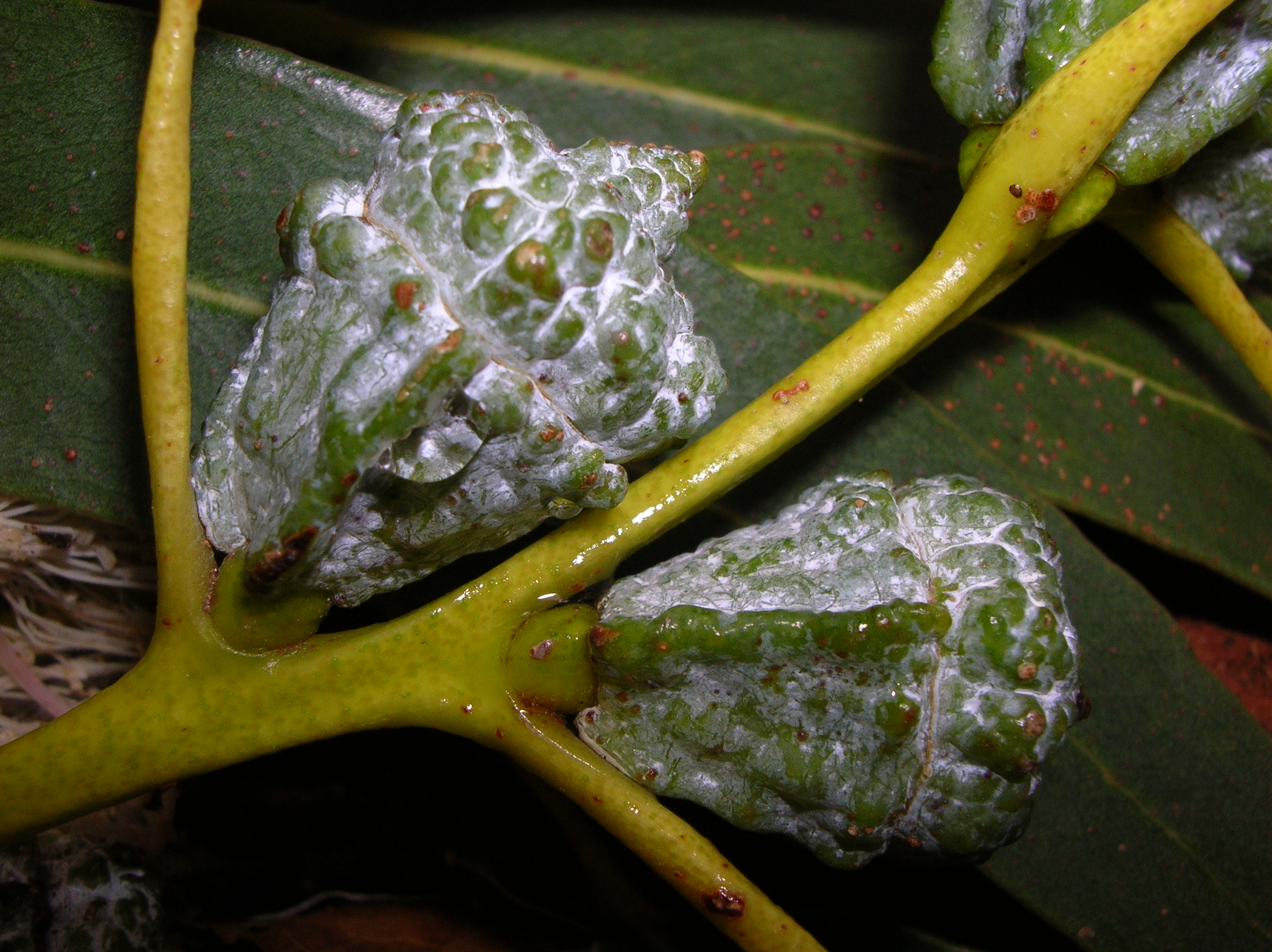
Yema floral

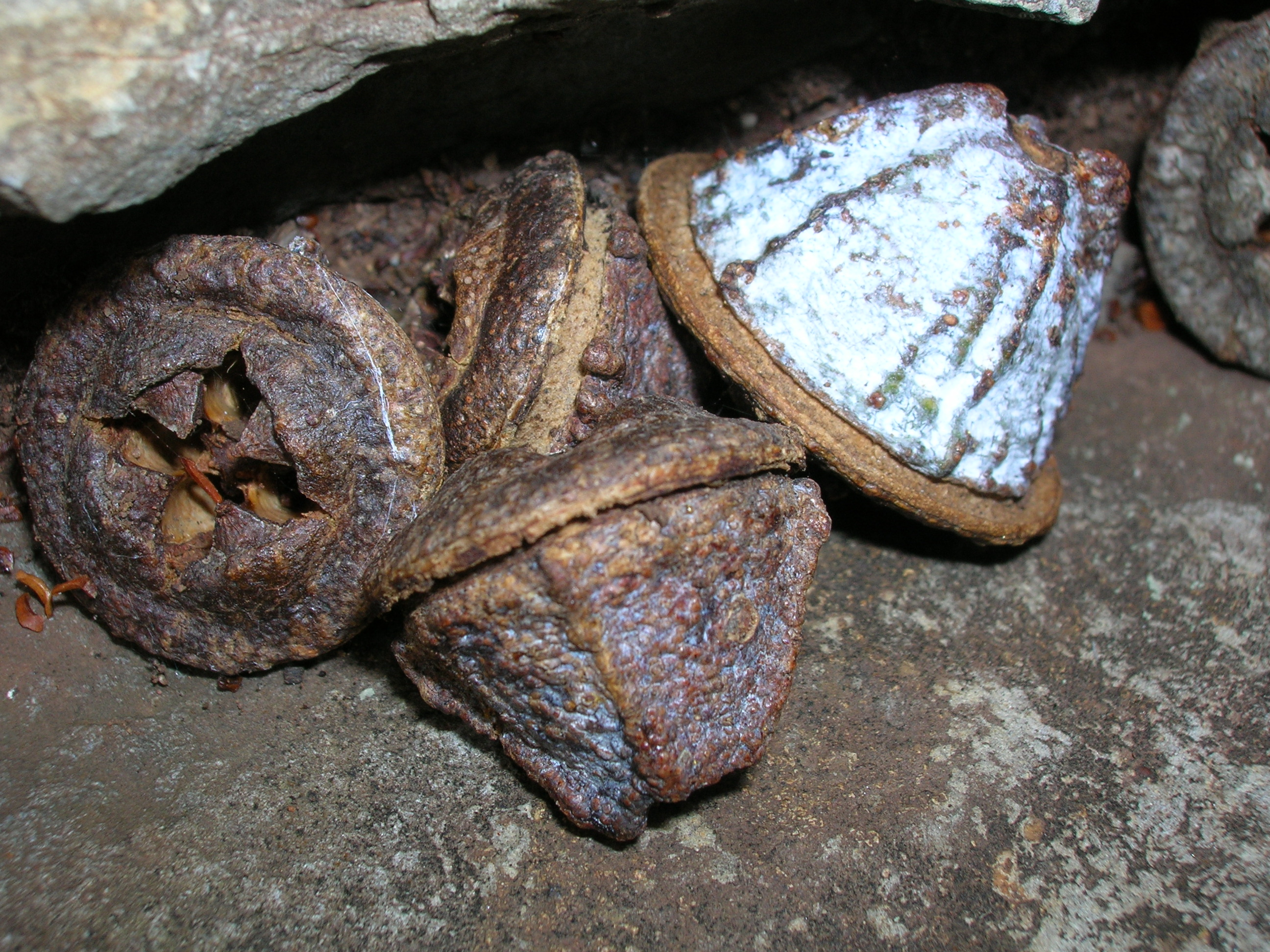
Fruto

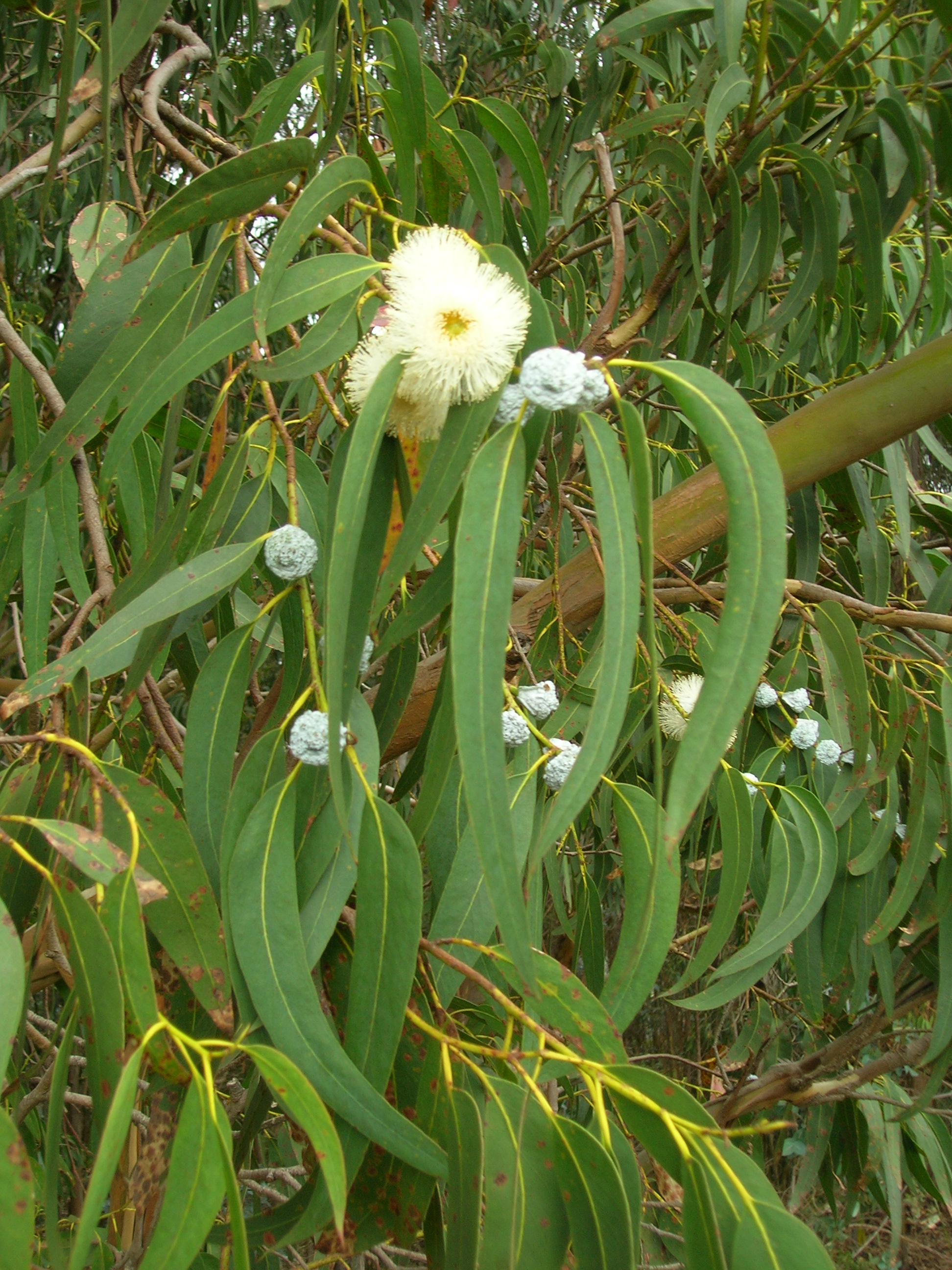
Flores y hojas.

## Descripción

### Altura
Estos árboles crecen generalmente hasta 30 o 55 metros de altura. Los mayores ejemplares de esta especie están en la isla de Tasmania y miden 90,7 metros. Hay registros antiguos de árboles aún más altos, llegando a 101 metros. El Avó de Chavín (Vivero), con cerca de 7,6 metros de circunferencia en la base y 61,8 metros de altura, es el eucalipto blanco más alto de la península ibérica y uno de los más altos de Europa.

## Distribución
Es natural de Australia. El género es uno de los árboles más conocidos de la flora australiana ya que por su rápido crecimiento se ha extendido por todo el mundo para su aprovechamiento industrial.
Su distribución en distintas áreas templadas se dio entre los años 1800 y 1850. Dentro de América Latina se pueden encontrar grandes plantaciones en Paraguay, Argentina y Chile.
La subespecie globulus es natural de la zona este, sudeste y de la costa oeste de Tasmania, islas del estrecho de Bass y en el sur de Victoria.

## Hábitat
Prefiere suelos ligeramente ácidos y zonas frescas y húmedas. No resiste el frío intenso y es un poco sensible a las sequías prolongadas. Resiste temperaturas de hasta -8 °C Se ha cultivado intensamente para eliminar la humedad en zonas pantanosas.  Florece en septiembre - octubre.
Es natural de Australia y de Tasmania, donde se pueden encontrar más de 300 especies del género Eucalyptus. Por la rapidez de crecimiento, se puede encontrar cultivado en muchas regiones del mundo para la producción de madera, fabricación de pulpa de papel y obtención de aceite esencial. Ha sido especialmente utilizado para sanear zonas pantanosas al eliminar la humedad de las mismas con la consiguiente erradicación de sus plagas de insectos, principalmente mosquitos, y de las enfermedades que transmiten. Su uso ha supuesto una gran ayuda para el control del paludismo en muchas zonas de Asia, América del Sur y el sur de Europa.
Por otra parte, esta capacidad de absorción del agua, convierte a los eucaliptos en especies muy agresivas para el medio ambiente al transformar los ecosistemas por desecación de la tierra donde se plantan.[cita requerida] Se utiliza ampliamente como árbol de jardín.

## Taxonomía
El Eucalyptus globulus lo describió por primera vez el botánico francés Jacques Labillardière en sus publicaciones Relation du Voyage à la Recherche de la Pérouse (1800) y  Novae Hollandiae Plantarum Specimen (1804). El autor recogió este y otros especímenes en la Bahía de la Recherche durante la expedición de d'Entrecasteaux en el año 1792.
Etimología
Eucalyptus: nombre genérico que proviene del griego antiguo: eû = "bien, justamente" y kalyptós = "cubierto, que recubre". En Eucalyptus L'Hér., los pétalos, soldados entre sí y a veces también con los sépalos, forman parte del opérculo, perfectamente ajustado al hipanto, que se desprende a la hora de la floración.
globulus: epíteto latíno que significa "redondeado", refiriéndose  probablemente a la flor o al fruto.
Variedades
- Eucalyptus globulus subsp. bicostata (Maiden (1974).
- Eucalyptus globulus subsp. globulus
- Eucalyptus globulus subsp. maidenii (F.Muell.) J.B.Kirkp. (1974).
- Eucalyptus globulus subsp. pseudoglobulus (Naudin ex Maiden) J.B.Kirkp. (1974).

 Sinonimia
- Eucalyptus gigantea Dehnh.
- Eucalyptus glauca DC.
- Eucalyptus perfoliata Desf.
- Eucalyptus pulverulenta Link[11]
- Eucalyptus bicostata Maiden
- Eucalyptus maidenii F.Muell.
- Eucalyptus pseudoglobulus Naudin ex Maiden
- Eucalyptus saint-johnii R.T.Baker[12]
- Eucalyptus maidenii globulus (Labill.) J.B.Kirkp. (1975).[13][14]

### Ssp Globulus
Se puede encontrar en ambientes marítimos. Su crecimiento depende de las condiciones climáticas y edáficas, si no son las adecuadas afectan a su desarrollo y disminuyen su longevidad. No resiste las bajas temperaturas en ambientes no óptimos para su desarrollo, su resistencia al frío puede aumentar con la edad. Tampoco se adapta a las altas temperaturas. Los suelos adecuados para su desarrollo son profundos, bien drenados, permeables, no salinos y alcalinos.

### Ssp. Maidenii
Tiene una mayor resistencia al frío y las altas temperaturas que la subespecie globulus, puede llegar a resistir temperaturas de hasta -10 °C. Necesita de suelos ricos en materia orgánica para su desarrollo.

## Importancia económica y cultural

### Propiedades medicinales
- Las hojas son anticatarrales, balsámicas y expectorantes.
- Tiene poder antiséptico además de febrífugo.
- Reduce los niveles de azúcar en el plasma sanguíneo.
- Por su poder antiséptico y su agradable aroma se usa en multitud de preparados industriales para combatir los resfriados.

### Toxicidad
El eucalipto suele ser bien tolerado, y sólo en ocasiones especiales puede producir reacciones adversas.  Estas pueden ser: digestivas (náuseas, vómitos o diarreas), neurológicas / psicológicas.  Puede ser neurotóxico por acelerar el metabolismo hepático de algunos anestésicos, analgésicos y tranquilizantes. Su aceite esencial no puede ser aplicado directamente sobre la cara de niños pequeños o lactantes. Se considera que la ingestión de 30 ml de su aceite esencial es letal. Los síntomas tóxicos son rápidos: dolor abdominal, vómitos espontáneos, problemas respiratorios, depresión respiratoria, taquicardia, convulsiones y delirio. No se recomienda tomarlo durante el embarazo y la lactancia.

### Contraindicaciones
Debido a su aceite esencial: - puede reducir el efecto de otros medicamentos - está contraindicado en caso de inflamaciones gastrointestinales, de las vías biliares o insuficiencia hepática - puede estimular las enzimas hepáticas del feto, por eso no se aconseja durante el embarazo ni la lactancia sin supervisión médica.

## Eucalipto blanco en España
El eucalipto blanco en España es una especie introducida desde el siglo XIX y a día de hoy se distribuye entre las provincias costeras de Galicia; Asturias, Cantabria y Vizcaya, en el norte del país, y la provincia de Huelva, en Andalucía.
Se dice que fue Rosendo Salvado (1814-1900), que evangelizó Australia, quien trajo el árbol a Galicia a mediados del siglo XIX, si bien otras fuentes aseguran que fueron importadas desde Portugal. 
En la obra en italiano de 1851 Memorie storiche dell'Australia particolarmente della missione benedettina di Nuova Norcia e degli usi e costumi degli australiani describe varias especies de Eucaliptos, Reinifera, Robusta.
No hay coincidencia en la fecha exacta de su introducción: Silva Pando afirma que comenzó a plantarse en Galicia en 1845-1855; el edafólogo Francisco Díaz-Fierros da como primera cita en Galicia la de 1863; en Asturias la de 1865; en Cantabria, 1866 y en el País Vasco, 1867. Pablo Ramil Rego asegura que Rosendo Salvado envió las semillas en 1886.
Según algunas citas de 1867 las primeras importaciones de semillas se deben a D. Alejandro Olivan, y al Instituto Agrícola San Isidro de Barcelona en 1864 citándose también el Agente Estanislao Malingre.
En Ciudad Real se planta alguna especie de Eucalipto por el Sr. Alejandro Oliván en 1862 en su finca Dehesa de Auchorenes en Alcoba de los Montes. En Otro periódico se indica en  
En Valencia se citan semilla y las primeras plantas desde 1863 habiéndose generalizado su cultivo ya en 1867.
En Barcelona para la plantación en el canal de Urgel se citan en 1865.
En Madrid el vivero "La Quinta de la Esperanza" los vende en macetas desde 1867 dedicándose abundante información sobre su plantación y características.
En un principio se cultivó como árbol ornamental pero se acabó extendiendo por toda la Cornisa Cantábrica para su aprovechamiento maderero, dado su rápido crecimiento y la facilidad de cultivo gracias al clima oceánico de la región. A mediados de los años 1960 el eucalipto ocupaba unos pocos cientos de hectáreas en el norte del país. En el siglo XXI, las masas puras y mixtas de eucalipto blanco han llegado a ocupar 325.000 hectáreas en España.
Los diversos autores coinciden en que el verdadero problema de la especie fue la reforestación masiva con eucaliptos llevada a cabo en el tardofranquismo. En ese momento se cedió el monocultivo del pino para comenzar a subvencionar el eucalipto. Estas ayudas, junto con el alto precio que pagaron las empresas contenedoras en un primer momento, una alta productividad (que podría llegar a los 40 metros cúbicos por hectárea por año) y el abandono de las zonas rurales en esos tiempos de auge de la industrialización, hicieron que muchas tierras que se dedicaban anteriormente a otros cultivos pasaran a ser sembradas de eucaliptos.

### Controversia
El eucalipto puede ser considerado como la especie de árbol más controvertida de España,[cita requerida] con partidarios y detractores no siempre se tienen en cuenta los datos científicos. Se ha dicho que los efectos negativos fueron más una consecuencia de las plantaciones masivas que se hicieron desde el último tercio del siglo XX, como con cualquier monocultivo pero agravados en este caso por las características peculiares de esta especie, que tiene comportamiento invasor

La introducción masiva de esta especie (y hoy en día hay una práctica unanimidad al respecto) fue una de las iniciativas forestales más lamentables de nuestra historia.
Junta de Andalucía.[cita requerida]

Entre los aspectos positivos, cabe destacar la industrialización y la reforestación del medio rural. Propietarios, rematantes, maderistas y fábricas de pasta y papel de Andalucía, Galicia, Asturias, Cantabria y Euskadi, así como en Portugal, son claves en el tejido industrial y también en la dinamización del medio rural y el sector forestal.
Entre los factores negativos están principalmente las consecuencias ecológicas. Las plantaciones siguen siendo un problema para la conservación de la fauna y la flora, para la conservación del recurso suelo, para la gestión de los recursos hídricos, para los espacios protegidos y para la correcta ordenación del territorio.
También tiene la capacidad de reducir la biodiversidad asociada al sotobosque, y facilita la propagación de incendios forestales al ser una especie pirófita, que aprovecha los incendios para la colonización del espacio.
Una plantación de eucaliptos puede crear problemas de incendios incontrolables debido a la gran altura que alcanzan estos árboles en un corto período de tiempo y la fácil combustión de su madera.
Aunque desde el punto de vista ecológico tiene claros rasgos invasores, y se han realizado esfuerzos por fomentar su regulación y su prevención, no es una especie incluida en el catálogo de especies exóticas invasoras. En 2017, el Comité Científico del entonces Ministerio de Agricultura, Pesca, Alimentación y Medio Ambiente emitió un informe unánime que sugería incluir a varias especies de eucaliptos en el Catálogo. Sin embargo, el mismo ministerio encargó un contrainforme a un investigador asociado con una de las principales empresas de producción de papel en España. El Ministerio aceptó como válido aquel contrainforme, y hasta la fecha, el eucalipto se ha quedado fuera de la regulación de Especies Exóticas Invasoras en España, a pesar de que los valores objetivos de invasividad medidos para esta especie están por encima de los que presentan otras como el estramonio, el lirio amarillo o el tupinambo todas ellas catalogadas como invasoras.

## Eucalypto globulus en Argentina

### Invasión biológica
En Argentina, Eucalyptus globulus está categorizado como especie de uso controlado dentro del boletín oficial y especie de preocupación menor según el comité argentino de la Unión Internacional para la Conservación de la Naturaleza.

### Cómo llegó a Argentina
Eucalyptus globulus fue introducido en Argentina durante la década de 1850 en estancias y campos del sudeste de la provincia de Buenos Aires extendiéndose por varios lugares del país al ser reconocida la escasez de madera nacional. Se creía que combatía enfermedades como la malaria y también se plantaba por su valor estético.
Se la considera una especie invasora por su gran altura que impide que las especies nativas puedan crecer; afecta a la variedad de fauna y flora del lugar; además, la acumulación de sus hojas en el suelo aumenta la posibilidad de incendio.

### Distribución en Argentina
Dentro de Argentina se encuentra en las provincias de Buenos Aires y Córdoba. En la provincia de Buenos Aires se puede encontrar en la costa marítima del sudeste de la provincia de Buenos Aires, desde Mar del Plata hasta Necochea.
| Provincia    | Municipalidad | Referencia Local                    | Ambiente                                      | Situación Poblacional | Fecha de ingreso |
| Buenos Aires | Mar Chiquita  | Reserva Natural Mar Chiquita        | Sotobosque de la Reserva Natural Mar Chiquita | -                     | 2008             |
| Buenos Aires | Tornquist     | Parque Provincial Ernesto Tornquist | Pastizales                                    | Establecida           | 2006             |
| Buenos Aires | Tornquist     | Sierra de la Ventana                | Pastizales                                    | -                     | 2006             |
| Córdoba      | -             | Reserva La Felipa                   | -                                             | Invasora              | 22/11/2016       |

### Importancia económica
Madera:  se emplea para cercas, portales, entablamentos, cajones y como leña.
Medicina: dentro de la medicina, el aceite contiene propiedades antihelmínticas, expectorantes y antisépticas.

## Nombres comunes
- En España: calipes, calipse, calipto (2), calipto blanco, calisto, calisto blanco, calistro (4), calitro (2), carlisto, encalistro, eucalihto, eucalipto (28), eucalipto azul (3), eucalipto blanco (4), eucalipto glóbulo, eucaliptu, eucaliptus, eucalito (5), eucálito, garlito, gomero azulado, l-ucalipto, nogalito, ocalipto, ocalito (4), ocálito (3), quinino, ucalihto, ucalito (3), ucalitu, ucaritu, ucálito.(el número entre paréntesis indica las especies que llevan el mismo nombre en España).[41]